# Nareki Szent Gergely
Nareki Szent Gergely, másképp Nareki Gregorij (örmény: Գրիգոր Նարեկացի ; 950 körül – 1003 körül) örmény keresztény misztikus, szerzetes, költő, teológus.
Élete nagy részét Narek kolostorában töltötte, nem messze a Van-tótól. 25 éves kora körül szentelték pappá, majd haláláig teológiát tanított a kolostori iskolában.
Híres volt a misztikus verseiről és himnuszairól, bibliai kommentárjairól. Egyes kutatók a világképét és filozófiáját a későbbi szúfi misztikus költők, Rúmi és Yunus Emre, továbbá Fjodor Dosztojevszkij  és Tolsztoj 19. századi orosz írókhoz hasonlították. De szellemiségét átitatja a „sivatagi atyák” egyszerű jámborsága.

## Művei
Egyik első jelentős műve a Kommentár az Énekek Énekéhez.
Klasszikus örmény nyelven írt egy lírai-misztikus művet, Siralomkönyv vagy Siralmas panaszok  (Մատյան Ողբերգության) címmel, amelyet gyakran csak Nareknek  vagy Narek siralmai-nak  neveznek. Ez a középkori örmény költészet remeke és jelentős szerepet játszott az örmény irodalmi nyelv fejlődésében. Gyakran a fő művének tekintik. A mű hangvételét Hippói Ágoston Vallomásokéhoz hasonlították. Néhány misztikushoz hasonlóan Nareki Gergely is megalkotta a tökéletességre törekvő ember eszményét, elősegítve a tökéletes lény, Isten imádását. Panteisztikusan a maga módján javasolja az ember és Isten, a természet és Isten kapcsolatát. Isten mindenütt és mindenben ott van.
Írt himnuszokat, bibliai kommentárokat, különböző szentekről panegyricusokat, homíliákat, számos éneket és imát, amelyeket ma is énekelnek az örmény templomokban.
A thondraki nevű eretneknek tartott közösség ellen is írt egy értekezést .
Az ókorból és a hellenisztikus időszakból származó műveket is fordított örmény nyelvre.

## Tisztelete
Az Örmény Apostoli Egyház, az Örmény Katolikus Egyház és a Római Katolikus Egyház szentként tisztelik. 2015-ben, az örmény népirtás 100. évfordulója alkalmából Ferenc pápa egyháztanítóvá nyilvánította az időtálló és teológiai írásaiért.
Emléknapja:
- a római általános naptárban február 27.,[13][14]
- az örmény katolikus egyházban szeptember 2. [8]
- az örmény apostoli egyházban október második szombatja.

Örményországban 2020 táján három templom található, amelyek a nevét viselik: Vaghasheniben, Vanadzorban és Armavirban.
A tiszteletére a Narek név nagyon népszerű az országban.